# Geurvlieg
De geurvlieg (Coenomyia ferruginea) is een vliegensoort uit de familie van de houtvliegen (Xylophagidae). De wetenschappelijke naam van de soort is voor het eerst geldig gepubliceerd in 1763 door Scopoli. 

## Kenmerken
De vliegen bereiken een lichaamslengte van 14 tot 20 millimeter.[1] Het bruingekleurde lichaam is relatief dik en heeft een langwerpige, cilindrische vorm. De mannetjes hebben een zwarte lichaamskleur en dragen lichte vlekken op de randen van de tergieten op het achterlijf. De vrouwtjes zijn bruingeel van kleur en hebben buiksegmenten bedekt met goudgele glazuur. De vleugels zijn bruin-geel getint, hun costa aderen lopen rond de hele vleugel.

## Voorkomen
De soort komt voor van West-Europa tot Zuid-Siberië en Noord-Amerika. De dieren komen voor in lage en hoge bergketens, vooral in de buurt van waterlopen, waar ze rusten op de vegetatie. Ze voeden zich met nectar en honingdauw en kunnen in bepaalde situaties een penetrante geur afgeven. De larven leven in de bovenste lagen van humusrijke bodems en in dood hout. Daar voeden ze zich met afval en andere insectenlarven.